# Pseudomicrommata longipes
Pseudomicrommata longipes är en spindelart som först beskrevs av Friedrich Wilhelm Bösenberg och Lenz 1895.  Pseudomicrommata longipes ingår i släktet Pseudomicrommata och familjen jättekrabbspindlar. Inga underarter finns listade i Catalogue of Life.